# Trichomanes benlii
Trichomanes benlii là một loài dương xỉ trong họ Hymenophyllaceae. Loài này được Benl mô tả khoa học đầu tiên năm 1991.
Danh pháp khoa học của loài này chưa được làm sáng tỏ. 